# Левковичи (Полесский район)
Левковичи (укр. Левковичі, в 1924-2016 гг. — Володарка) — село, входит в Полесский район Киевской области Украины.
Население по переписи 2001 года составляло 339 человек. Почтовый индекс — 07052. Телефонный код — 4592. Занимает площадь 6 км². Код КОАТУУ — 3223581501.

## Местный совет
09300, Киевская область, Полесский район, с. Левковичи, ул. Кооперативная, 9